# Lamprosoma alacre
Lamprosoma alacre is een keversoort uit de familie bladkevers (Chrysomelidae). De wetenschappelijke naam van de soort werd in 2003 gepubliceerd door Caxambu & de Almeida, Lucia Massutti.